# HMS K13
Pour les articles homonymes, voir K13.
Le HMS K13 est un sous-marin britannique de classe K de la Royal Navy. Propulsé à la vapeur, il a servi pendant la Première Guerre mondiale. Il a coulé dans un accident mortel lors d’essais en mer au début de 1917. Il a été renfloué et remis en service sous le nom de HMS K22.

## Conception
Au début de 1915, une spécification a été émise pour un nouveau type de sous-marins rapides capables d’opérer avec la Grand Fleet, qui opérerait en avant de la flotte, en collaboration avec ses croiseurs, et attaquerait une force ennemie avant que les cuirassés ne s’engagent. Les sous-marins avaient besoin d’une vitesse d’au moins 21 nœuds en surface dans les eaux agitées de la mer du Nord, ce qui dépassait la capacité des sous-marins diesel conventionnels,. Pour répondre à cette exigence, une commande a été passée à Vickers en 1913 pour un sous-marin à vapeur par le directeur de la construction navale de l’Amirauté pour un projet détaillé.
Ces sous-marins avaient un déplacement de 1 800 tonnes en surface et 2 600 tonnes en immersion. Ils avaient une longueur totale de 103 m, un maître-bau de 8,08 m et un tirant d'eau de 6,38 m. Les sous-marins étaient propulsés par deux chaudières Yarrow Shipbuilders alimentées au mazout, qui alimentaient chacune une turbine à vapeur Brown-Curtis ou Parsons développant 10 500 ch (7 800 kW) qui entraînaît deux hélices de 2,29 m de diamètre. En immersion, la propulsion était assurée par quatre moteurs électriques, produisant chacun de 350 à 360 ch (260 à 270 kW). Ils avaient également un moteur Diesel de 800 ch (600 kW), qui était utilisé le temps que la vapeur monte en pression, ou à la place de celle-ci.
Les sous-marins avaient une vitesse maximale en surface de 24 noeuds (44 km/h) et une vitesse en immersion de 9 à 9,5 noeuds (16,7 à 17,6 km/h),. Il pourrait opérer à une profondeurs de 150 pieds (46 m) et y parcourir 80 milles marins (150 km) à 2 noeuds (3,7 km/h). 
Ils étaient armés de dix tubes lance-torpilles de 18 pouces (457 mm), de deux canons de pont de 4 pouces (100 mm) et d’un canon antiaérien de 3 pouces (76 mm). Leurs tubes lance-torpilles étaient répartis ainsi : quatre dans l’étrave, quatre dans la section centrale, tirant sur les côtés, et deux sur le pont dans un affût rotatif. Leur effectif était de cinquante-neuf membres d’équipage.

## Engagements
Le K13 était l’un des 12 sous-marins de classe K commandés en août 1915, après les deux premiers commandés en juin de la même année. Il fut commencé au chantier naval de Fairfield à Govan en octobre 1915 sous le nom de projet numéro 522, et fut lancé le 11 novembre 1916,.

### Accident
Le 29 janvier 1917, le K13 subit ses derniers essais avant acceptation dans le Gare Loch, Argyll, en Écosse. Lors d’une plongée dans la matinée, une petite fuite avait été signalée dans la chaufferie, de sorte qu’une deuxième plongée a été programmée pour l’après-midi. Tous les évents de la chaufferie ont été ouverts pour que la vapeur de la chaufferie se dégage afin de faciliter la recherche des fuites. Vers 15 h, le sous-marin s’est mis aux postes de plongée et, après confirmation que la salle des machines avait été fermée, le sous-marin a plongé,. Il y avait 80 personnes à bord : 53 membres d’équipage, 14 employés du chantier naval, cinq sous-traitants, cinq fonctionnaires de l’Amirauté, Joseph Duncan, un pilote de la rivière Clyde, le commander Francis Goodhart et l’officier ingénieur, le lieutenant Leslie Rideal, tous deux de son sister-ship HMS K14, qui était encore en construction.
Alors qu’il plongeait, on a vu de l’eau de mer entrer dans la salle des machines du K13, et le commandant du sous-marin, le lieutenant commander Godfrey Herbert, a ordonné que les portes étanches soient fermées et de chasser aux ballasts pour ramener le sous-marin à la surface, puis les plombs de sécurité largués. Malgré cela, la plongée n’a pas pu être arrêtée et le sous-marin a rapidement été coincé au fond du Gareloch,,. L’équipage du HMS E50, un autre sous-marin subissant des essais sur le Gareloch, a regardé le K13 plonger et s’est inquiété que la plongée n’a pas « l’air normale » et a donné l’alerte. Deux hommes ont été vus à la surface par Annie MacIntyre, une femme de chambre dans un hôtel à environ un mille de là, mais son rapport a été ignoré.
Le premier navire de sauvetage, la canonnière torpilleur Gossamer, a commencé à chercher le K13 à l’aide de grappins à 23 h. Les tentatives d’envoyer des plongeurs au fond ont été retardées car le Gossamer avait une combinaison de plongée à bord, mais pas de plongeur. Quand un plongeur est arrivé de Fairfield, il a failli se noyer lorsque le costume, qui n’avait pas été utilisé depuis des années, a éclaté. Malgré l’absence d’appareil d’évacuation approprié, Herbert et le commandant du K14, le commander Goodhart, tentèrent de s’échapper à la surface en utilisant l’espace entre les écoutilles intérieures et extérieures du kiosque comme sas,. Herbert a atteint la surface vivant, mais le corps de Goodhart fut retrouvé plus tard piégé dans la timonerie,,.
Une fois à la surface, Herbert a pu coordonner les opérations de sauvetage, et plus tard dans l’après-midi, un tuyau d’air a été connecté, ce qui a permis de chasser l’eau des ballasts. En milieu de journée du 31 janvier, la proue avait été amenée juste au-dessus de la surface et soutenue par une barge de chaque côté. Un trou a été découpé à travers la coque étanche, et à 22 heures le dernier survivant a été sorti du sous-marin. 32 personnes sont mortes dans l’accident et 48 ont été sauvées,. On s’attendait à trouver encore 31 corps dans le sous-marin, mais seulement 29 ont été trouvés, et il a été conclu que la femme de chambre avait en effet vu deux personnes s’échapper de la salle des machines. Ils ont ensuite été identifiés comme étant l’ingénieur-lieutenant Arthur Lane et le contremaître de Fairfield John Steel. Le corps de Lane a été retrouvé dans la Clyde deux mois plus tard. Le corps de Steel n’a jamais été retrouvé.
Le lendemain, à 18 heures, le K13 a arraché les bollards des barges et a coulé à nouveau, l’eau l’inondant par le trou. Le sous-marin est finalement renfloué le 15 mars, réparé et remis en service sous le nom de HMS K22.
La commission d’enquête a conclu que quatre des orifices de ventilation de 37 pouces (940 mm) de diamètre avaient été laissés ouverts pendant la plongée, et que le levier indicateur de la salle de commande montrait bien qu’ils étaient ouverts,. L’écoutille de la salle des machines a également été trouvée ouverte.

### Service ultérieur
Le K13 a été renfloué le 15 mars 1917, puis remis à neuf et remis en service sous le nom de K22,. Achevé le 18 octobre 1917, il a rejoint la 13e flottille sous-marine.
Dans la nuit du 31 janvier 1918, des unités de la Grand Fleet, dont la 13e flottille sous-marine (chef de flottille : le HMS Ithuriel, avec les sous-marins HMS K11, HMS K12, HMS K14, HMS K17 et K22) et la 12e flottille sous-marine (le croiseur léger HMS Fearless (1912) et les sous-marins HMS K3, HMS K4, HMS K6 et HMS K7) appareillent de Rosyth pour participer à des exercices. Bien que la nuit soit très sombre, avec des bancs occasionnels de brouillard, les navires faisaient route sans feux de navigation. Lorsque le K14 a changé de cap pour éviter plusieurs dragueurs de mines devant lui, son gouvernail s’est bloqué et il a été écrasé par le K22. Les deux sous-marins endommagés ont ensuite été dépassés par les unités les plus lourdes de la flotte, et le K22 a été heurté par le cuirassé HMS Inflexible (1907), détruisant les réservoirs des ballasts externes du côté tribord du K22. Malgré les dégâts subis, les deux sous-marins sont restés à flot, le K22 retournant même au port par ses propres moyens. En entendant les signaux de détresse des deux sous-marins, le commandant E. Leir à bord du HMS Ithuriel a décidé de faire demi-tour à la flottille pour aller à l’aide des K14 et K22. Cela a mis la flottille sur une trajectoire de collision avec le reste de la flotte, y compris la 12e flottille sous-marine. En rencontrant la flotte, le HMS Ithuriel dut virer pour éviter le croiseur de bataille Australia, qui conduisit sa flottille directement sur la route de la 12e flottille. Le Fearless est entré en collision avec le K17, qui a coulé. Ensuite le K4, qui suivait le Fearless, est sorti de la ligne et s’est arrêté pour éviter de heurter le K17 et le Fearless, mais il a été lui-même été heurté par le K6, qui a coupé le K4 en deux, et le K7. Deux sous-marins furent coulés, et il y eut 103 tués,.
Le K22 resta au sein de la 13e flottille à la fin de la guerre. En mars 1919, il faisait partie de la 3e flottille sous-marine. Il est vendu à la ferraille le 16 décembre 1926.